# Dvärgbjörksveckmal
Dvärgbjörksveckmal (Parornix polygrammella) är en fjärilsart som först beskrevs av Maximilian Ferdinand Wocke 1862.  Dvärgbjörksveckmal ingår i släktet Parornix och familjen styltmalar.
Artens utbredningsområde är:
- Estland.
- Finland.
- Frankrike.
- Norge.
- Sverige.

Arten är reproducerande i Sverige. Inga underarter finns listade i Catalogue of Life.